# 下山手カトリック教会
下山手カトリック教会（しもやまてカトリックきょうかい）は、兵庫県神戸市中央区下山手通七丁目17にあったカトリック教会。阪神・淡路大震災での倒壊後、中山手カトリック教会の跡地にカトリック神戸中央教会として統合され、教会建築が再建されることはなかった。

## 概要
聖堂は、1910年（明治43年）竣工のロマネスク様式の煉瓦造りで約1,300坪。兵庫県内で最古の教会建築であった。
フィロメナ・バレンティン・アントニンが校長を務めていた孤児院と幼稚園を兼ねた児童施設、幼きイエズス会の神戸女子教育院があった。また幼稚園も経営していた。
パウロ・古屋義之、ペトロ・小林有力の2司教を輩出した。また、天皇の下賜金を受けたことがある。

## 歴史
- 1910年（明治43年）9月、ヘンリー・ペリン司祭により下山手天主公教会の聖堂が献堂。
- 1945年（昭和20年）6月、神戸大空襲により司祭館焼失。
- 1995年（平成7年）1月17日、阪神・淡路大震災により聖堂全壊。
- 1999年（平成11年）5月23日、中山手教会・灘教会と統合されてカトリック神戸中央教会となる。